# دوروتی گرین‌هوگ-اسمیت
دوروتی گرین‌هوگ-اسمیت (انگلیسی: Dorothy Greenhough-Smith؛ ۲۷ سپتامبر ۱۸۸۲ – ۹ مهٔ ۱۹۶۵) تنیس‌باز، و اسکیت‌باز نمایشی اهل بریتانیا بود.